# Torre UniCredit
La Torre UniCredit è un grattacielo del Centro direzionale di Milano. Con i suoi 231 m di altezza alla guglia, è l'edificio più alto d'Italia. Considerando elementi accessori, quali ad esempio la presenza di antenna, è il secondo grattacielo più alto d'Italia.
Realizzata nell'ambito progetto Porta Nuova, la torre si trova a ridosso di corso Como e della stazione ferroviaria di Porta Garibaldi, sovrasta la piazza Gae Aulenti, pedonale e rialzata di circa sei metri sul piano stradale. Quartier generale di UniCredit, ospita circa 4.000 dipendenti.
Divenuto ben presto uno dei simboli di Milano grazie soprattutto alla sua imponente guglia, presenta una facciata a nord completamente vetrata e una a sud modulata dalle linee orizzontali dei frangisole studiati per un'irradiazione solare ideale.

## Storia
La Torre UniCredit fu inaugurata l'11 febbraio 2014 dai vertici del gruppo bancario omonimo alla presenza di importanti personalità politiche fra cui l'allora presidente del Consiglio Enrico Letta. Nel 2015 la proprietà fu acquisita dal fondo sovrano del Qatar.

## Descrizione

### La guglia
La caratteristica e iconica guglia ha un'altezza di circa 80,5 m. È stata assemblata pezzo per pezzo grazie a un potente elicottero e a un gruppo di operai specializzati il 15 ottobre 2011, sotto gli occhi dei molti cittadini riunitisi in vari punti della metropoli per assistere all'operazione.
Dal punto di vista strutturale la guglia ha forma di spirale la cui sezione va riducendosi verso l'alto. La sua collocazione in posizione eccentrica rispetto all'edificio ha comportato notevoli studi di staticità anche in relazione alla spinta dei venti predominanti. Lo studio dell'effetto degli agenti atmosferici ha portato a scegliere di realizzarla in acciaio traforato, così da evitare la formazione di ghiaccio.
Interamente rivestita di led, oltre che avere una costante illuminazione notturna, la guglia può combinare diverse colorazioni: una delle combinazioni possibili è dedicata al Tricolore italiano, utilizzata in occasione delle festività nazionali. Per leggere correttamente l'ordine dei colori bisogna partire dal basso, la torre infatti è considerata l'asta della bandiera. 
In altre occasioni le colorazioni sono state: durante il periodo natalizio del 2013 era illuminata di verde a rappresentare un albero di natale, il 1º marzo 2014 era illuminata di lilla in occasione dell'apertura delle fermate Isola e Porta Garibaldi FS della linea M5 e nella notte tra il 14 ed il 15 giugno 2014 era illuminata di rosso per celebrare i 150 anni di Croce Rossa Italiana.
La sera del 14 novembre 2015 la guglia era illuminata con i colori della bandiera francese in omaggio alle vittime degli attentati allo Stade de France e al Teatro Bataclan di Parigi, avvenuti la sera prima. Il 13 giugno 2016 è stata illuminata con i colori della bandiera arcobaleno per ricordare le 49 vittime della strage di Orlando in Florida. Le luci arcobaleno vengono sempre accese durante le celebrazioni per la pride week, e spesso UniCredit e COIMA fanno illuminare la guglia coi colori delle bandiere dei Paesi in cui il gruppo UniCredit è presente.
Dal 2 marzo 2020 la guglia fu illuminata con i colori della bandiera italiana in solidarietà della popolazione italiana colpita dal COVID-19.

### Il complesso degli edifici
La torre è parte di un complesso di tre edifici di diversa altezza disposti a semicerchio intorno alla piazza Gae Aulenti, progettato dall'architetto argentino César Pelli e calcolato dalla società di Ingegneria MSC Associati di Milano.
Il complesso ha la caratteristica di essere ecosostenibile ed è composto da:
- Torre UniCredit: 31 piani per 129,2 m all'ultimo piano occupato e 35.300 m².
- Torre B: 21 piani per 110 m di altezza e 23.200 m².
- Torre C: 11 piani per 50 m di altezza e 16.600 m².[17]

L'operatore a capo della realizzazione del progetto è la società immobiliare Hines Italia. L'area terziaria del complesso misura circa 50,500 m²; quella commerciale, sviluppata sui due livelli sottostanti, circa 6,370 m².

## Trasporti
- Garibaldi FS
- Stazione di Milano Porta Garibaldi